# توحد المادة
توحد المادة هو معتقد فلسفي ما قبل سقراط يعطي تفسيراً للعالم الفيزيائي بقول أن جميع الأجسام في العالم تتكون من عنصر مفرد. من معتنقي هذا المعتقد: طاليس، والذي اعتقد أن جميع الأشياء تتكون من الماء، أناكسيماندر، واعتقد أنها المالانهاية؛ وأنكسيمانس، اعتقد أن هذا المكون هو الهواء.
وبالرغم من أن نظرياتهم كانت بدائية، إلا أن هؤلاء الفلاسفة كانوا أول من يعطي تفسيراً للعالم الفيزيائي بدون تبريرها على أنها شيء خارق للطبيعة؛ وهذا فتح المجال إلى العديد من العلوم والفلسفة الحديثة، والتي كان لها نفس الهدف في تفسير العالم من حولنا بدون الاعتماد على القوة الخارقة للطبيعة.